# Svatopluk di Boemia
Svatopluk di Olomouc, in ceco Svatopluk Olomoucký, detto il Leone, (Olomouc, 1075 circa – Głogów, 21 settembre 1109) fu duca di Boemia dal 1107 alla morte.

## Biografia

### Famiglia
Svatopluk, appartenente alla stirpe dei Přemyslidi, era il figlio maggiore di Ottone I di Olomouc (in ceco Ota I Olomoucký), figlio a sua volta di Bretislao I di Boemia, ed Eufemia d'Ungheria (in ceco Eufemie Uherská), figlia del re Béla I d'Ungheria. Quando il nonno Bretislao I morì nel 1055, la dignità ducale boema passò prima al suo figlio maggiore, lo zio di Svatopluk, Spytihněv II, e alla morte prematura di Spytihněv nel 1061, passò al secondo figlio di Bretislao, Vratislao II, secondo il principio patrilineare di anzianità agnatizia.
Vratislao II, che aveva ricevuto il titolo di re boemo per ordine dell'imperatore del Sacro Romano Impero Enrico IV nel 1086, elevò il padre di Svatopluk Ottone (quartogenito di Bretislao I) al rango di duca di Olomouc in Moravia. Tuttavia, quando suo padre morì l'anno successivo, il giovane Svatopluk dovette cedere l'eredità sollevate dal terzo figlio di Bretislao, suo zio Corrado I, che prese il comando nelle terre morave.

### Regno
Svatopluk ricevette il titolo di duca di Olomouc nel 1091, ma dovette aspettare per salire sul trono di Boemia. Alla morte del duca Corrado I nel 1092, dopo otto mesi di regno, il trono boemo fu assegnato a Bretislao II, figlio del defunto re Vratislao II, secondo le regole della già citata anzianità agnatizia. Tuttavia, l'inimicizia con il ramo moravo dei Přemyslidi aumentò, soprattutto quando il duca Bretislao II nominò suo fratellastro Bořivoj II sovrano delle terre morave e fece richiesta all'imperatore Enrico IV di riconoscere la successione di Bořivoj come duca di Boemia, facendo così scoppiare una guerra civile con i figli di suo zio Corrado I. Nel 1099 prevalse quando l'imperatore fece redigere un documento imperiale, e dopo la morte di Bretislao II nel 1100, Bořivoj prese il potere.
L'imperatore Enrico IV dovette affrontare il fatto che il suo intervento aveva portato ad uno stato di anarchia in Boemia. Quando egli stesso fu deposto da suo figlio re Enrico V, Svatopluk colse l'occasione, marciò contro il duca Bořivoj e con l'appoggio del fratello minore di Bořivoj, Vladislao, riuscì a spodestarlo dopo due anni di combattimenti e intrighi. Enrico V convocò Svatopluk, e non osò declinare l'invito, e questo lo imprigionò per ricambiare Bořivoj. Il riscatto ammontava a due tonnellate e mezzo d'argento, una somma che non era in grado di raccogliere. Alla fine, Svatopluk promise di pagare due terzi della somma e di partecipare a una guerra contro Colomanno d'Ungheria. Savatopluk fu rilasciato e poté tornare in Boemia. Il sovrano fu il padrino di suo figlio, che fu battezzato Venceslao Enrico (Václav Jindřich).
Nel 1108, Enrico V intervenne in Ungheria per conto del fratello minore del re Colomanno, il duca Álmos di Nitra. Mantenendo la sua promessa, il duca Svatopluk all'inizio si unì alla sua spedizione, ma dovette tornare in Boemia, dove Bořivoj aveva sferrato un attacco attraverso la Slesia con l'appoggio del re polacco Boleslao III Boccatorta, un alleato di Colomanno. Si ritiene che i Bořivoj e polacchi siano stati inoltre chiamati dalla dinastia dei Vršovci, che a loro volta rivendicavano la corona boema (Cosma di Praga racconta di un incontro degli oppositori Svatopluk al castello di Świny in Slesia). Svatopluk tornò quindi in Boemia, scacciò l'esercito polacco e nel 1108 sterminò la dinastia dei Vršovci. In una campagna contro l'Ungheria, Svatopluk perse un occhio in Moravia.
Il re tedesco dovette, a seguito della ritirata di Svatopluk, abbandonare l'assedio di Bratislava (in tedesco Pressburg) e il re Colomanno d'Ungheria fu libero di devastare le terre morave. Enrico era furioso e desiderava vendicare l'intervento polacco che aveva causato il suo fiasco ungherese. Per conto del fratello espulso di Boleslao, Zbigniew, invase la Polonia, sempre con il supporto di Svatopluk, che condusse un esercito boemo attraverso i Sudeti in Slesia per unirsi alle forze tedesche nell'assedio di Głogów. Qui Svatopluk fu ucciso il 21 settembre 1109 nella tenda di Enrico da un membro dei Vršovci, il cui capo Mutina era stato decapitato per il sostegno che aveva dato a Bořivoj nel 1108. Fu sepolto nella cattedrale di San Venceslao di Olomouc.

## Matrimonio e figli
Con una moglie dal nome sconosciuto ebbe un figlio, Venceslao Enrico (Václav).